# Wengelsbach (Niedersteinbach)
Wengelsbach ist ein zur Gemeinde Niedersteinbach gehörender Weiler im Département Bas-Rhin in der Region Grand Est (bis 2015 Elsass), der an der deutsch-französischen Grenze liegt.
Der Ort mit nur etwa einem Dutzend dauerhaften Bewohnern liegt in einem Talkessel, der vom im Ort entstehenden Wengelsbach nordostwärts durch ein enges Gebirgstal nach Deutschland entwässert wird, er ist deshalb von der Umgebung relativ stark isoliert. Bis 1936 war der Ort nur vom pfälzischen Schönau aus über eine Straße erreichbar. Seitdem gibt es eine gut ausgebaute Steigenstraße von Niedersteinbach im Südsüdwesten her über den Col du Goetzenberg. Der teilweise entlang der Grenze verlaufende Fahrweg vom nordöstlichen Ortsrand zum 1,6 km entfernten pfälzischen Schönau ist zwar befahrbar, aber die Durchfahrt verboten. Im Rahmen der Verlegung einer Trinkwasserleitung soll der Weg zum Radweg ausgebaut werden.
Der Ort ist heute touristisch geprägt und dient als Ausgangspunkt für Wanderungen zu den Burgruinen Blumenstein, Wasigenstein, Frönsburg und Zigeunerfelsen und den umliegenden Felsformationen.

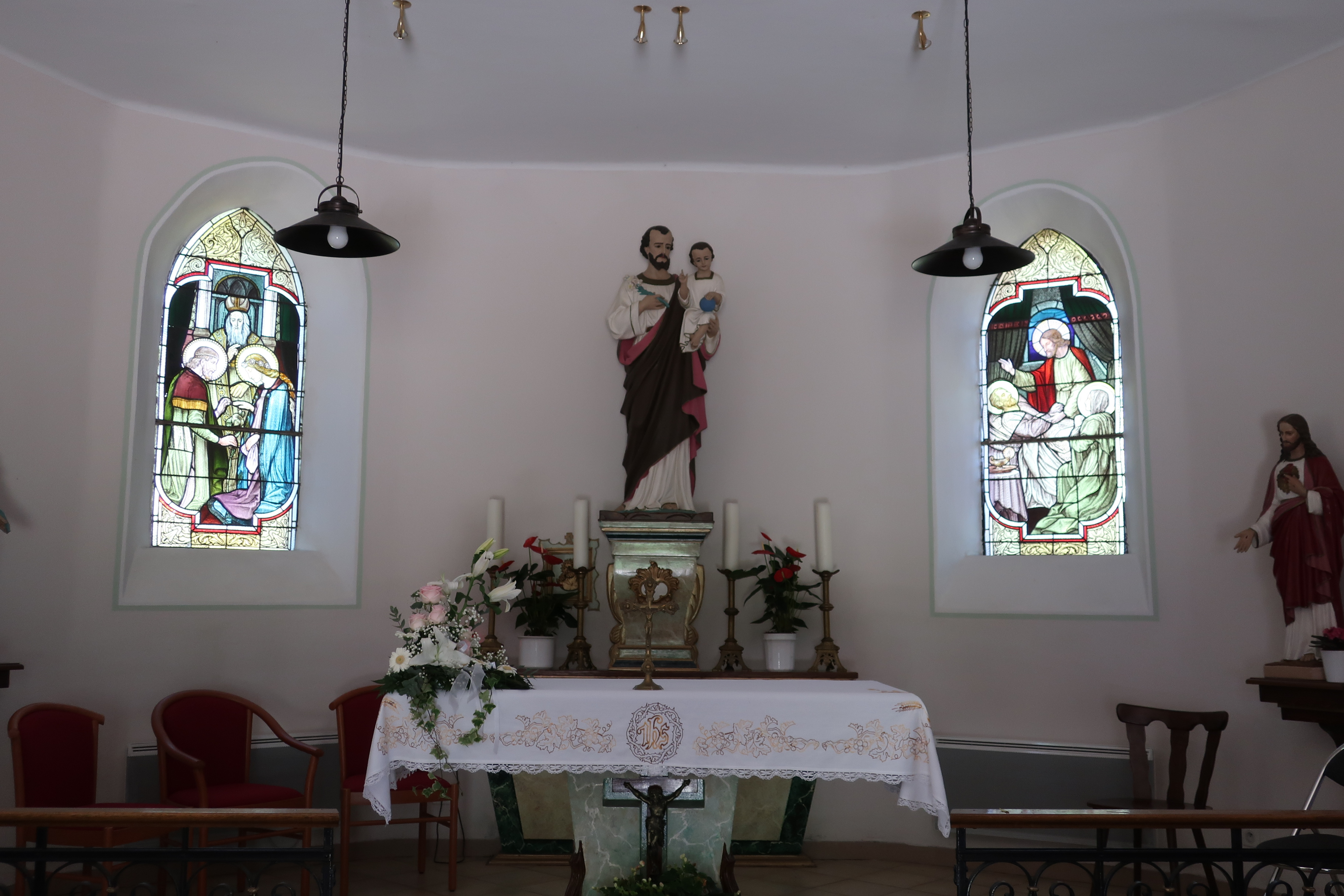
Innenraum der Kapelle mit Jugendstil Fenstern